# Ayuntamiento de Lewiston
El Ayuntamiento de Lewiston está ubicado en 27 Pine Street (esquina de las calles Pine y Park) en el centro de Lewiston, en el estado de Maine (Estados Unidos). Fue construido en 1892, según un diseño de John Calvin Spofford en estilo neobarroco. Es el segundo ayuntamiento de la ciudad, pues el primero sufrió un incendio catastrófico en 1890. Fue incluido en el Registro Nacional de Lugares Históricos en 1976.

## Descripción
El ayuntamiento de Lewiston está ubicado en el centro de Lewiston, en la esquina suroeste de las calles Pine y Park, al otro lado de Park Street desde el parque Kennedy. El edificio tiene 27,4 de ancho, 48,7 m de largo y 56,3 m de altura desde la acera hasta la torre del techo. 
Su bloque principal tiene tres pisos de altura, con la parte inferior de la planta baja terminada en granito, y el resto de la estructura terminada en ladrillo con moldura de granito. Una sección central ligeramente saliente alberga la entrada principal, empotrada en una abertura de arco de medio punto románico revestida de granito, y se eleva a una torre ornamentada con un campanario debajo de un distintivo techo inclinado cóncavo.

## Historia

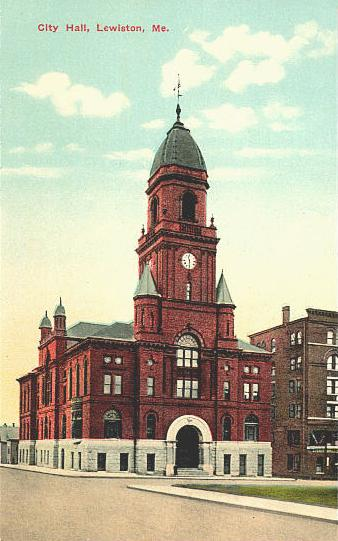
Ayuntamiento de Lewiston en 1908

La construcción comenzó en el Ayuntamiento original de Lewiston en julio de 1871, y se dedicó en diciembre de 1872. Los planos fueron elaborados por Meacham de Boston. Era de ladrillo con molduras de granito de estilo neogótico con techo abuhardillado. Fue construido a un costo de 200 000 dólares.
El ayuntamiento original tenía 80 habitaciones, incluido el departamento de policía y la prisión en el sótano, la biblioteca y la oficina de correos en el primer piso. El edificio estuvo en pie durante 18 años, hasta el 7 de enero de 1890, cuando se produjo un incendio detrás de la pared de un ascensor, destruyendo el edificio. El ayuntamiento sin seguro se consideró una pérdida total.
El actual ayuntamiento se construyó, en el mismo sitio pero con una huella más pequeña, a partir del 1 de octubre de 1890 y se dedicó el 19 de mayo de 1892. El costo total de la construcción, incluida la demolición de los restos del edificio original, ascendió a 180 298 dólares. Fue diseñado por John Calvin Spofford, un arquitecto con sede en Boston.